# クラッチ・カーゴ
クラッチ・カーゴ（Clutch Cargo）とは、アメリカ合衆国のテレビアニメ、原作はクラーク・ハース、アニメーション製作はカンブリア・プロダクション、監督はディック・ブラウン。
日本では「冒険王クラッチ」(インターリングァル・インターナショナル配給)のタイトルで1961年に日本語吹き替え版がフジテレビで月曜～土曜 18時00分 - 18時08分（日本交通一社提供）に放送されたことがあり、カートゥーンネットワークでは「クラッチ・カーゴ」のタイトルで日本語字幕版がデカニメの枠で放送された。
本作は、冒険家クラッチ・カーゴが、助手の少年スピナーと、愛犬パドルフットを連れて、世界中の危険な場所に探検に行く内容である。
本作では実写の俳優の口元をアニメーションに合成する「シンクロ・ヴォックス」という手法が行われた
。この手法は『キャプテン・ゼロ 』(Space Angel)や『キャプテン・ファドム』 (Captain Fathom)といった別作品でも用いられた。

## キャラクター
クラッチ
声 - リチャード・コッティング、ネッド・ルフェーヴル
冒険家。
スピナー
声 - マーガレット・ケリー
クラッチの仲間。
パドルフット
声 - マーガレット・ケリー
スピナーのペット
スワンピー
声 - ハル・スミス
髭を生やした男

## エピソード
全52話、邦題不明。
1. The Friendly Head Hunters
2. The Arctic Bird Giant
3. The Desert Queen
4. The Pearl Pirates
5. The Vanishing Gold
6. The Race Car Mystery
7. The Rocket Riot
8. Mystery in the Northwoods
9. Twaddle in Africa
10. The Lost Plateau
11. The Ghost Ship
12. The Rustlers
13. The Missing Train
14. The Devil Bird
15. Pipeline to Danger
16. Mister Abominable
17. Operation Moon Beam
18. Air Race
19. The Haunted Castle
20. The Elephant-Nappers
21. Dragon Fly
22. Sky Circus
23. The Midget Submarine
24. Cliff Dwellers
25. Jungle Train
26. Space Station
27. The Swamp Swindlers
28. The Dinky Incas
29. Kangaroo Express
30. The Shipwreckers
31. The Ivory Counterfeiters
32. Dynamite Fury
33. Alaskan Pilot
34. Swiss Mystery
35. Pirate Isle
36. Crop Dusters
37. The Smog Smuggler
38. Global Test Flight
39. Dead End Gulch
40. The Missing Mermaid
41. Flying Bus
42. Road Race
43. Feather Fuddle
44. Water Wizards
45. The Terrible Tiger
46. The Circus
47. Bush Pilots
48. Cheddar Cheaters
49. The Blunderbird
50. The Case of Ripcord Van Winkle
51. Fortune Cookie Caper
52. Big "X"

## アメリカでの放送と反響
アメリカでは1959年3月9日から1960年まで放送。当時はこの番組の評判が非常に高かった。